# Tajov (Mađarska)
Tajov(mađ. Tajö)  je selo u jugoistočnoj Mađarskoj.

## Zemljopisni položaj
5 je km sjeverozapadno od Kiskunmajse, Otfa je sjeveroistočno, Szank sjeverno, Kotinj i Olaš su zapadno-jugozapadno, Bodgar je sjeverno u susjedstvu, Zsana je južno. Sjeveroistočno od sela teče kanal Dorozsma-Majsai főcsatorna, a sjeverozapadno Fehértó-Majsai főcsatorna.

## Upravna organizacija
Upravno pripada kiškunmajskoj mikroregiji u Bačko-kiškunskoj županiji. Poštanski broj je 6120. Pripadao je Olašu, a poslije je pripao Kiskunmajsi.

## Promet
U selu je željeznička postaja na pruzi što spaja Olaš i Kiskunmajsu. 2 km južno od sela je cestovna prometnica koja spaja ta dva gradića. Lokalna cesta prolazi sjeverozapadno od sela i dijeli ga od Bodgara. 

## Stanovništvo
2001. je godine u Tajovu živjelo 318 stanovnika, 246 u selu (mađ. Tajóitanyák), 72 na tajovskom državnom gazdinstvu (Tajói állami gazdaság).
Stanovnike Tajova naziva se Tajovljanima i Tajovljankama, a naziv je zabilježen u Mateviću.